# Tierethik

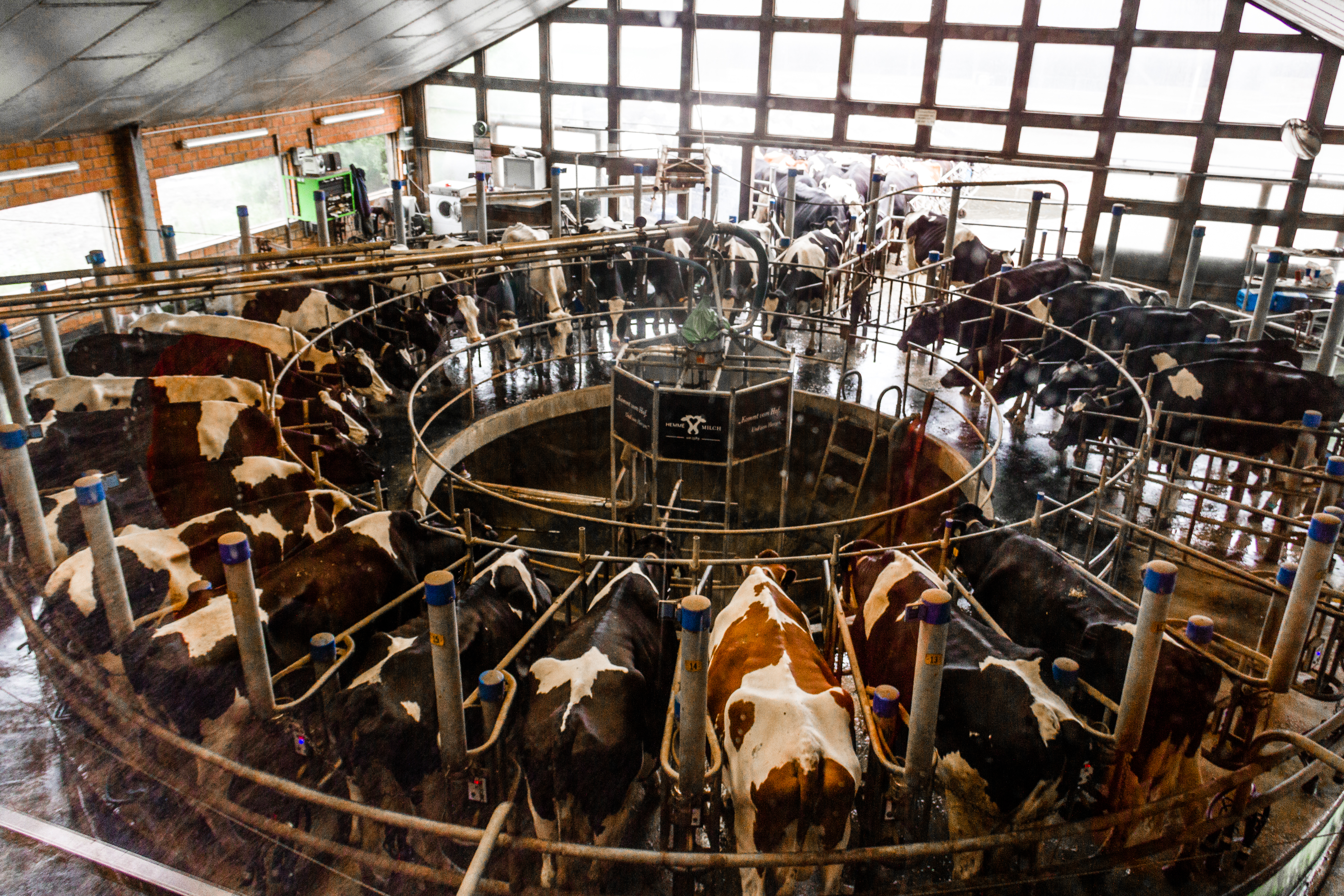
Kühe in einem Melkkarussell

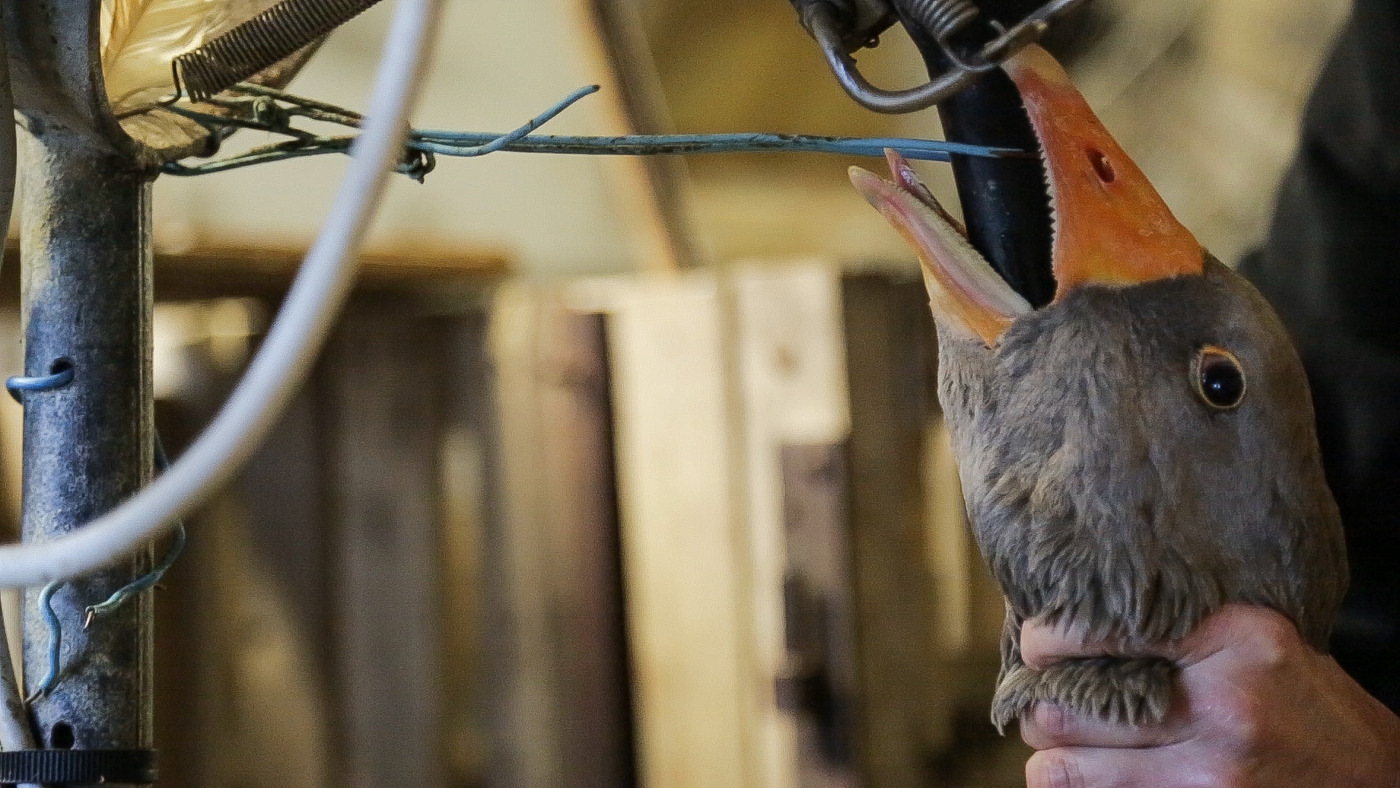
Zwangsfütterung für Produktion von Foie gras

Die Tierethik ist eine Teildisziplin der Bioethik. Ihr Gegenstand sind die moralischen Fragen, die sich aus dem menschlichen Umgang mit Tieren ergeben. Hierbei stehen insbesondere Fragen nach der Legitimität der Nutzung von Tieren für menschliche Interessen im Mittelpunkt. Da Tiere einander wie Menschen durchaus Schmerzen zufügen bzw. einander verzehren und verdrängen, berühren Fragen der Tier- bzw. Bioethik auch Fragen nach der Menschen und anderen lebenden Wesen zugestandenen Rolle innerhalb der Welt.

## Ansätze
Ausgangspunkt einer Tierethik kann die anthropozentrische Auffassung sein, nach der der Mensch das „Maß aller Dinge“ sei, oder die pathozentrische Position, nach der die Leidensfähigkeit der Lebewesen das zentrale Kriterium für ihren Einbezug in die Sphäre der moralisch zu berücksichtigen sein sollte. Ebenso kann eine Tierethik auch auf einer biozentrischen Überzeugung aufbauen, nach der das Leben an sich, gleich welches, einen Eigenwert besitzt, der moralisch zu berücksichtigen ist. Die Ethik selbst bleibt jedoch in jedem Falle stets anthroporelational – sie ist vom Menschen für den Menschen entworfen.
In der anthropozentrischen Ethik werden nicht-menschliche Tiere und außermenschliche Natur als Objekte behandelt. Dennoch können auch in anthropozentrischen Konzepten bestimmte Handlungsgrundsätze gegenüber Tieren gelten. So ist eine grausame Behandlung von Tieren für Immanuel Kant deshalb nicht akzeptabel, weil diese die Menschen abstumpfen lasse und dadurch auch die Moral im Verhältnis zu anderen Menschen in Mitleidenschaft gezogen werde. Bei Kant bestehen allein dem Menschen gegenüber direkte Pflichten und den weiteren Tieren gegenüber nur indirekte Pflichten, die sich aus den Pflichten den Menschen gegenüber ableiten.
Wird die Frage, ob gegenüber nicht-menschlichen Tieren moralische Verpflichtungen bestehen, bejaht, können eine hierarchische und eine egalitaristische Auffassung unterschieden werden. Vertreter der hierarchischen Position sind der Auffassung, ein Einbezug der Tiere in die moralische Gemeinschaft schließe keineswegs die Nutzung von Tieren für menschliche Zwecke aus; siehe auch Krone der Schöpfung. Für Vertreter einer egalitaristischen Position dagegen sind die Vorrangstellung des Menschen und die daraus folgende Ungleichbehandlung gleichermaßen unbegründet. In diesem Sinne (Einbezug des Tiers als Subjekt in die moralische Wertegemeinschaft bei gleichzeitigem Aufrechterhalten einer hierarchischen Sonderstellung des Menschen) argumentiert auch die Mehrzahl der Vertreter einer christlich-theologischen Tierethik. In jüngerer Vergangenheit bildete sich auch innerhalb der christlichen Ansätze eine Bewegung, die die Nutzung von Tieren und das hierarchische Mensch-Tier-Verhältnis ablehnt. Vertreter dieser Richtung im deutschen Sprachraum sind Eugen Drewermann, Rainer Hagencord und insbesondere Kurt Remele. Ein internationaler Vertreter ist Andrew Linzey.

## Abgrenzung zu Tierschutz und Umweltethik
Im Tierschutz wird davon ausgegangen, dass Tiere zum Nutzen des Menschen verwendet werden können, dabei jedoch eine mehr oder weniger artgerechte Behandlung erfahren sollen.
Beim Arten-, Natur- und Landschaftsschutz werden übergeordnete umweltethische Gesichtspunkte angenommen, aus denen heraus eine Verantwortung des Menschen für die gesamte Umwelt unter Einbeziehung auch von Pflanzen, niederen Wesen bzw. kulturräumlichen und geologischen Besonderheiten angenommen wird.
Die Tierethik wird als Teil einer umfassend gedachten ökologischen Ethik verstanden, da sie sich der Frage des Umgangs mit nicht-menschlichen Entitäten widmet. Die zentrale Frage der ökologischen Ethik, ob es nicht-menschliche Träger intrinsischer Werte gibt, ist zugleich eine leitende Fragestellung der Tierethik.

## Geschichte
Obwohl sich Tierschutzvorschriften bereits in der Bibel und tierethische Argumente in Vegetarismus- und Tiervernunftdiskussionen bei antiken Philosophen finden, entstand eine eigenständige Tierethik erst in der Neuzeit.
Im Antiken Griechenland gab es vier verschiedene Sichtweisen zum moralischen Status der Tiere: Die Animisten glaubten, dass Menschen und Tiere Seelen teilten und austauschten, die Mechanisten glaubten, dass weder Tiere noch Menschen Seelen besaßen. Die Vitalisten glaubten, dass Menschen und Tiere Seelen besaßen, dass die tierischen Seelen jedoch inferior waren. Die vierte und weitaus größte Gruppe der antiken Griechen glaubte, dass Tiere zum Nutzen und Gebrauch durch den Menschen existierten.
Ethische Überlegungen zum Umgang mit den Tieren sind ein Produkt der Moderne. Im Fahrtwind grundlegender Erneuerungen wie die Automatisierung der Webstühle oder der verbesserte Wirkungsgrad der Dampfmaschinen durch James Watt nimmt die Industrialisierung Tempo auf. Die Aufklärung führt die Menschen aus ihrer Unmündigkeit. Immanuel Kants Auslegung von „sapere aude“ als „habe Mut dich deines eigenen Verstandes zu bedienen“ wird zum Leitgedanken der Aufklärung. Die Menschen gehören zu einer moralischen Gemeinschaft, in der man keinem anderen etwas zufügt, von dem man selbst nicht möchte, dass es einem getan wird (goldene Regel). Tiere darf man bei Kant nicht quälen, weil andere Menschen Mitleids- oder Ekelgefühle bekommen könnten, Gefühle die man i. d. Regel selbst auch nicht haben möchte. Da ein rücksichtsloser Umgang mit Tieren verrohende Folgen für die Menschen haben könnte, der sich negativ auf den Umgang des Menschen miteinander auswirken könnte. Sein Ansatz stellt den Menschen in den Mittelpunkt. Tiere haben keinen Eigenwert und ihr Schutz ist einzig von der Einschätzung des Einzelnen abhängig.
Ein wichtiger Ausgangspunkt in der Debatte um die moralische Fragen der Mensch-Tier-Beziehung findet sich bei Jeremy Bentham.
In An Introduction to the Principles of Morals and Legislation (1789) formuliert er mit Blick auf die Vorwehen der französischen Revolution, dass der Tag kommen wird, an dem nicht nur alle Menschen, sondern auch Tiere in den Kreis der moralischen Gemeinschaft aufgenommen werden. Bentham stellt heraus, dass die Fähigkeit zu leiden die entscheidende Gemeinsamkeit zwischen Menschen und Tieren herstellt: „the question is not, Can they reason? nor, Can they talk? but, Can they suffer?“.
Henry Stephens Salt war der erste Denker, der die Frage „Haben Tiere Rechte?“ mit der Antwort „Zweifellos, wenn Menschen sie haben.“ bejahte. In seinem 1892 erschienenen Manifest „Animal Rights Considered in Relation to Social Progress“   formuliert er eine
Tierrechtsposition, die er als notwendigen Schritt einer gesellschaftspolitischen Weiterentwicklung des Menschen versteht.
„Während die englischsprachige Tierethikdiskussion unter den Einflüssen von Benthams Utilitarismus und Darwins Evolutionstheorie eine natürliche Verwandtschaft und die Aspekte empirischer Gleichheit von Menschen und Tieren betont und seit dem späten 18. Jahrhundert nach dem Emanzipationsmodell argumentiert, steht die deutsche Tierethik im 19. Jahrhundert zunächst unter dem Einfluss Kants, dann unter dem der Schopenhauer’schen Mitleidsethik.“
1902 erschien in der renommierten Zeitschrift Die Woche ein Artikel mit dem Titel „Der Tierschutz und die Frauen“. Der Autor stellt zwar fest, das Tier sei durch die Gesetzgebung nur sehr unzulänglich geschützt, kritisiert aber die Frauen, deren Mitgefühl für die Tiere zu weit ginge.
Leonard Nelson stellt 1926 in Recht und Staat die Pflicht der Arbeiterschaft, sich gegen die Ausbeutung der Tiere zu engagieren, in den Zusammenhang einer Kapitalismuskritik. Albert Schweitzer machte schon 1923 seine Kulturkritik insbesondere an der Mensch-Tier-Beziehung fest.
Die Debatte und die akademische Auseinandersetzung um Tierrechte etabliert sich im 20. Jahrhundert erst in den 1970er Jahren.
Seit dem Erscheinen von Animals, Men, and Morals: An Enquiry into the Maltreatment of Non-Humans (1971) von Godlovitch und Harris
und Peter Singers Animal Liberation (1975) institutionalisiert sich die Tierethik Schritt für Schritt als wissenschaftliche Disziplin. Mittlerweile ist die Tierethik zu einem festen Bestandteil der akademischen Auseinandersetzung und der philosophischen Ethik geworden.
Als wichtigste Autoren zur Tierethik im deutschsprachigen Raum sind derzeit Jean-Claude Wolf, Ursula Wolf, Richard David Precht, Gotthard M. Teutsch und Helmut F. Kaplan zu nennen. Während der Australier Peter Singer und der US-Amerikaner Tom Regan in der Tradition des Utilitarismus und der kantischen Philosophie den Miteinbezug von Tieren in die Ethik diskutieren, fußt Ursula Wolfs Konzeption des generalisierten Mitleids auf der Mitleidsmoral Schopenhauers. Richard David Precht plädiert in Noahs Erbe (1997) und in Tiere denken (2016) für eine „Ethik des Nichtwissens“. Kaplans „einfache Ethik“ ist keiner bestimmten theoretischen Grundposition zuordenbar und darauf ausgerichtet, möglichst allgemeinverständlich zu sein. Einige Philosophen setzten sich auch für eine Ausweitung des Ansatzes von John Rawls auf nicht-menschliche Lebewesen ein.

## Themen
Zentrale Aufgabe der Tierethik ist die Ermittlung des ethischen Status des Tieres. Dabei werden sowohl die moralischen Konzeptionen grundsätzlich diskutiert, als auch die gängigen moralischen Intuitionen ermittelt und hinsichtlich ihrer Angemessenheit und moralphilosophischen Begründbarkeit überprüft. Aber auch die historischen Aspekte des Mensch-Tier-Verhältnisses werden untersucht. Diese Fragestellung, so wird bemängelt, sei in der abendländischen Philosophie vernachlässigt worden.
Ein grundsätzliches Problem ist, ob der pauschal-summarische Begriff „das Tier“, der nicht zwischen niedrig- und hochentwickelten Organismen unterscheidet, in seiner tradierten Form haltbar ist. Tierethiker sehen ihn heute zumeist als ein arbiträres Konstrukt an, das in den klassisch-abendländischen Philosophieströmungen dazu diente, ex negativo eine Definition „des“ Menschen als Nicht-Tier zu ermöglichen.
Ausgangspunkt aktueller tierethischer Ansätze sind u. a. konkrete, von Kritikern als „unmenschlich“ gewertete Aspekte der modernen Tiernutzung, etwa bei der Massentierhaltung, bei Tiertransporten oder Tierversuchen sowie in der Zucht, in der oft „richtende“ Werturteile über „lebenswerte“ Kreaturen gefällt werden (vgl. Sexen). Neue, durch medizinischen Fortschritt entstandene Themen, die unter tierethischen Gesichtspunkten diskutiert werden, sind die Möglichkeiten der Xenotransplantation oder der Züchtung von Mensch-Tier-Mischwesen.

### Tierrechte
Der Terminus Tierrechte ist ein zentraler Begriff aus der Tierethik. Er bezeichnet subjektive Rechte für (nichtmenschliche) Tiere. Es besteht eine umfangreiche Debatte darüber, welche Tiere Rechtssubjekte sind bzw. sein können, welche Rechte ihnen zugesprochen werden sollten, wie sich dies begründen lässt und welche praktischen Konsequenzen daraus resultieren.